# Euippe plumbocaerulea
Euippe plumbocaerulea är en fjärilsart som beskrevs av Louis Beethoven Prout 1926. Euippe plumbocaerulea ingår i släktet Euippe och familjen mätare. Inga underarter finns listade i Catalogue of Life.